# John Requa
John Ichabod Requa es un guionista estadounidense conocido por Como perros y gatos, Bad Santa y Bad News Bears.
Requa y Ficarra dirigieron a Jim Carrey y a Ewan McGregor en el guion I Love You Phillip Morris.

## Primeros años
Requa creció en Burien, Washington, un suburbio de Seattle, graduándose en la Secundaria Highline en 1985.
Requa se graduó del programa de cine en el Instituto Pratt a principios de 1990.

## Filmografía
- Cats & Dogs (2001) – escritor/coproductor
- Bad Santa (2003) – escritor
- Bad News Bears (2005) – escritor
- I Love You Phillip Morris (2009) – escritor/director
- Crazy, Stupid, Love (2011) – director
- Focus (2015) – escritor/director
- Jungle Cruise (2021) – escritor